# Kituro Rugby Club

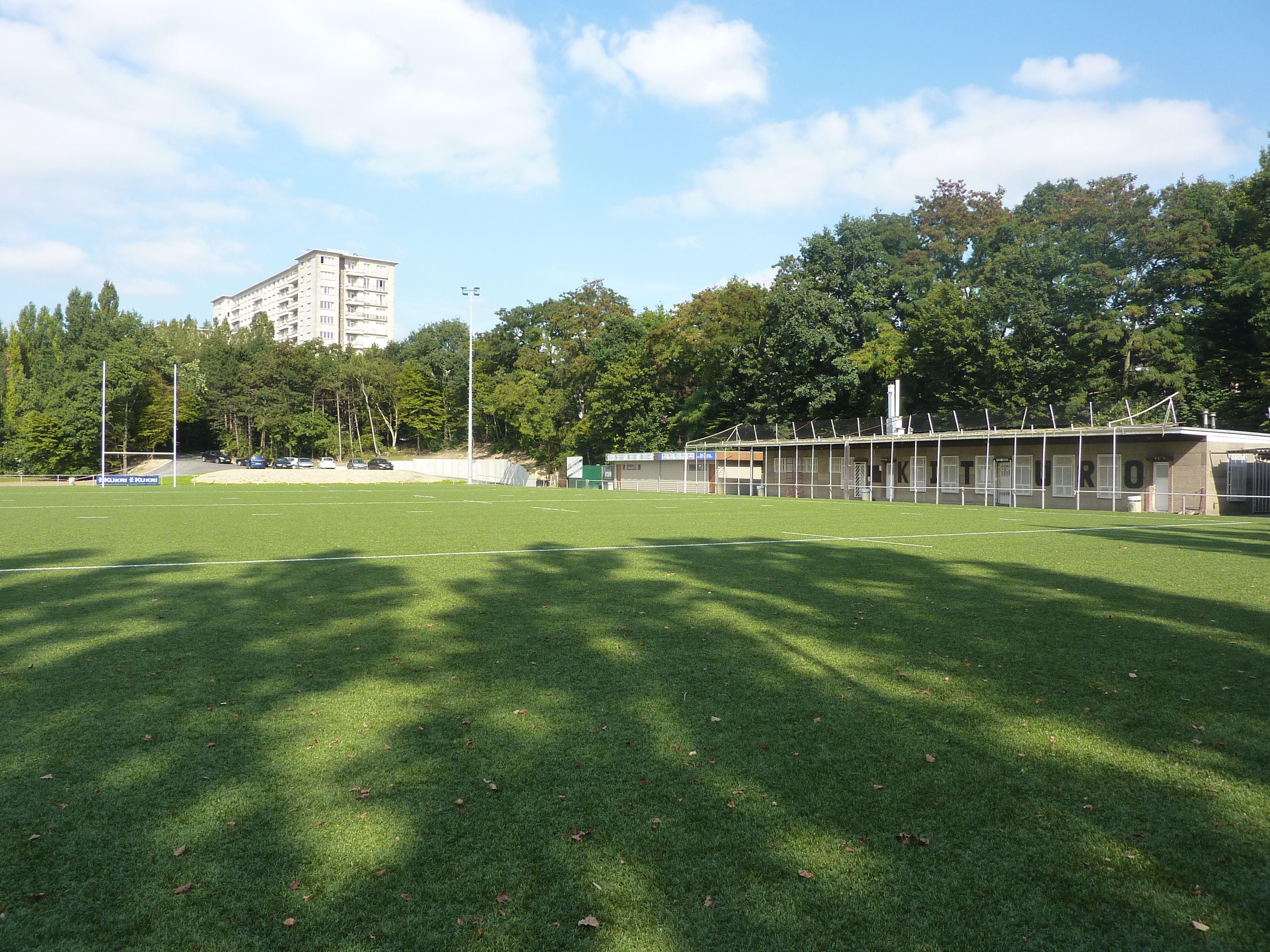
Kituro Rugby Club

El Kituro Rugby Club és un club de rugbi de Bèlgica, del municipi de Schaerbeek a Brussel·les. Va ser fundat el 1961.

## Palmarès
- Primera divisió belga (4) : 1967, 1996, 2009, 2011.
- Copa de Bèlgica (6) : 1969, 1977, 1981, 1983, 1993, 1998.

## Jugadors destacats
- Vincent Debaty
- Jimmy Parker